# Carlo Calenda
Carlo Calenda (n. 1973) es un político italiano.

## Biografía
Nació el 9 de abril de 1973 en Roma. Licenciado en derecho, trabajó para Ferrari.
Entró en política dentro de las filas de la formación Scelta Civica. Fue viceministro de Desarrollo Económico en los gobiernos de Enrico Letta y Matteo Renzi.
Desempeñó el cargo de representante permanente de Italia ante la Unión Europea entre el 18 de marzo y el 10 de mayo de 2016.
El 11 de mayo de 2016, pasó a ejercer de ministro de Desarrollo Económico, desempeñado a lo largo de sendos gabinetes Renzi y Gentiloni.
Anunció su ingreso como miembro del Partido Democrático (PD) en marzo de 2018.
Cabeza de lista del PD en la circunscripción Noroeste de cara a las elecciones al Parlamento Europeo de 2019, resultó elegido eurodiputado.